# Markéta Farnese
Markéta Farnese (7. listopadu 1567, Parma – 13. dubna 1643, Parma) byla italská šlechtična z rodu Farnese a v letech 1581–1583 sňatkem dědičnou mantovskou princeznou.
Její manželství s dědicem Mantovského vévodství bylo po dvou letech zrušeno kvůli její neschopnosti konzumace manželství z důvodu deformace jejích genitálií. Po anulaci princezna složila klášterní sliby, přijala jméno sestra Maura Lucenia a stala se abatyší kláštera sv. Alexandra v Parmě.

## Život

### Dětství
Markéta se narodila 7. listopadu 1567 v Parmě jako první dítě a jediná dcera parmského dědičného prince Alessandra (od roku 1586 vládnoucího parmského vévody) a infantky Marie Portugalské. Ze strany otce byla vnučkou parmského vévody Ottavia Farnese a jeho manželky Markéty Rakouské, nemanželské dcery císaře Karla V.; z matčiny strany vnučkou infanta Eduarda Portugalského, vévody z Guimarães, a Isabel z Braganzy. Pojmenována byla po své babičce Markétě a pokřtěna byla 11. ledna 1568, jejími kmotry byli papež Pius V. (zastoupen biskupem Ferdinandem Farnese, vzdáleným bratrancem vévodské rodiny) a prababička z otcovy strany Gerolama Orsini, parmská vévodkyně vdova (zastoupena Kateřinou De Nobili Sforza).
V roce 1577 Markétina matka zemřela; ve své vůli svěřila opatrovnictví nad svou 13letou dcerou své tchyni. V březnu 1580 odjela Markéta s babičkou z Piacenzy do Nizozemí; tam Markéta Rakouská podporovala svého syna Alessandra, který se stal po smrti Juana de Austria místodržitelem. V Namuru se Markéta často vídala se svým otcem, a to navzdory skutečnosti, že vedl se svou matkou spory o jejich spolu místodržitelství v Nizozemí. V dětství Markéta onemocněla neštovicemi, které jí znetvořily tvář. Princezna nedostala dobré vzdělání; neuměla ani latinsky. Měla však laskavou a skromnou povahu. Měla ráda poezii a hudbu.

### Manželství a rozvod
Manželská jednání mezi rody Farnese a Gonzaga skončila v listopadu 1580. Navzdory dlouholetým sporům mezi oběma rodinami (v roce 1547 Ferrante Gonzaga organizoval spiknutí proti Markétinu dědečkovi, Pieru Luigimu Farnese), strany dospěly k oboustranně výhodné dohodě o uzavření manželství Markéty a Vincenza, dědičného mantovského prince. Iniciátor vytvoření aliance mezi oběma rody byl kardinál Alessandro Farnese, Markétin prastrýc. Jednání byla jménem ženicha vedena jeho otcem, mantovským vévodou Vilémem Gonzagou. Manželství bylo nejen dynastické, ale sledovalo také politické cíle: mělo se stát základem aliance Parmského a Mantovského vévodství proti Toskánskému velkovévodství. Strany se dohodly na vytyčení hranice mezi svými státy a na věnu nevěsty, které činilo 300 000 dukátů. Manželská smlouva také stanovila Markétin okamžitý návrat do její vlasti. 10. prosince 1580 princezna, doprovázena svou příbuznou Girolamou Farnese, opustila Namur. 17. února 1581 jejich družina dorazila do Piacenzy, kde se o pár týdnů později poprvé setkali ženich s nevěstou.
2. března 1581 parmský biskup Ferrante Farnese v piacenzské katedrále oddal Markétu Farnese a mantovského dědičného prince. Několik dní po svatbě se ukázalo, že je manželství stále nenaplněno. Tajemník korunního prince, Dr. Marcello Donati, zpravil mantovského vévodu o tom, že příčinou je "obstrukce [úzká vagína]" manželky jeho syna. Proto byl do Parmy pozván známý lékař Girolamo Fabrici d'Acquapendente z Padovy. Po prohlídce Markéty doporučil rozšířit její vagínu pomocí předmětu ve tvaru kužele o velikosti penisu jejího manžela.
V Mantově, kam novomanželé slavnostně přijeli 30. dubna 1581, byla princezna prohlédnuta dalším doktorem, Giuliem Cesarem Aranziem, který také navrhl potíž odstranit umělými prostředky. Proti tomu se kategoricky postavila v obavě o zdraví své vnučky Markétina babička Markéta Rakouská. V roce 1582 pořádali dědičný mantovský princ a princezna ve Ferraře karneval, na kterém zůstali s Alfonsem II. d'Este a jeho manželkou Markétou Gonzagovou, Vincenzovou sestrou. Rok po svatbě bylo manželství stále nenaplněno. Mantovský vévoda Vilém, který usiloval o pokračování dynastie, začal na umělém zásahu trvat, jinak hrozil rozvodem. V červnu 1582, navzdory protestům svého tchána, byla Markéta na příkaz svého dědečka, parmského vévody Ottavia, odvezena z Mantovy. V Parmě byla znovu prohlédnuta doktory, včetně Andrea Marcoliniho da Fano, osobního lékaře kardinála Alessandra Farnese. Všichni odmítli Markétin život ohrozit operací.
Vztah mezi rody Farnese a Gonzaga byl však zničen. V prosinci 1582 se vévodové Ottavio Parmský a Vilém Mantovský odvolali k papeži Řehoři XIII. Papež svěřil toto delikátní poslání kardinálovi Karlovi Boromejskému. V únoru 1583 kardinál dorazil do Parmy, kde, po vyslechnutí názorů lékařů a zainteresovaných stran přesvědčil dědičnou princeznu, aby operaci vzdala a následovala ho do Milána. 26. května 1583 Markéta vstoupila jako novicka do benediktinského kláštera v Miláně, odkud brzy odešla do kláštera San Paolo v Parmě. 9. října Karel Boromejský anuloval na základě kanonického pravidla (manželství může být anulováno, pokud tři roky po sňatku nebylo naplněno) manželství Markéty a Vincenza.

### Benediktinská jeptiška

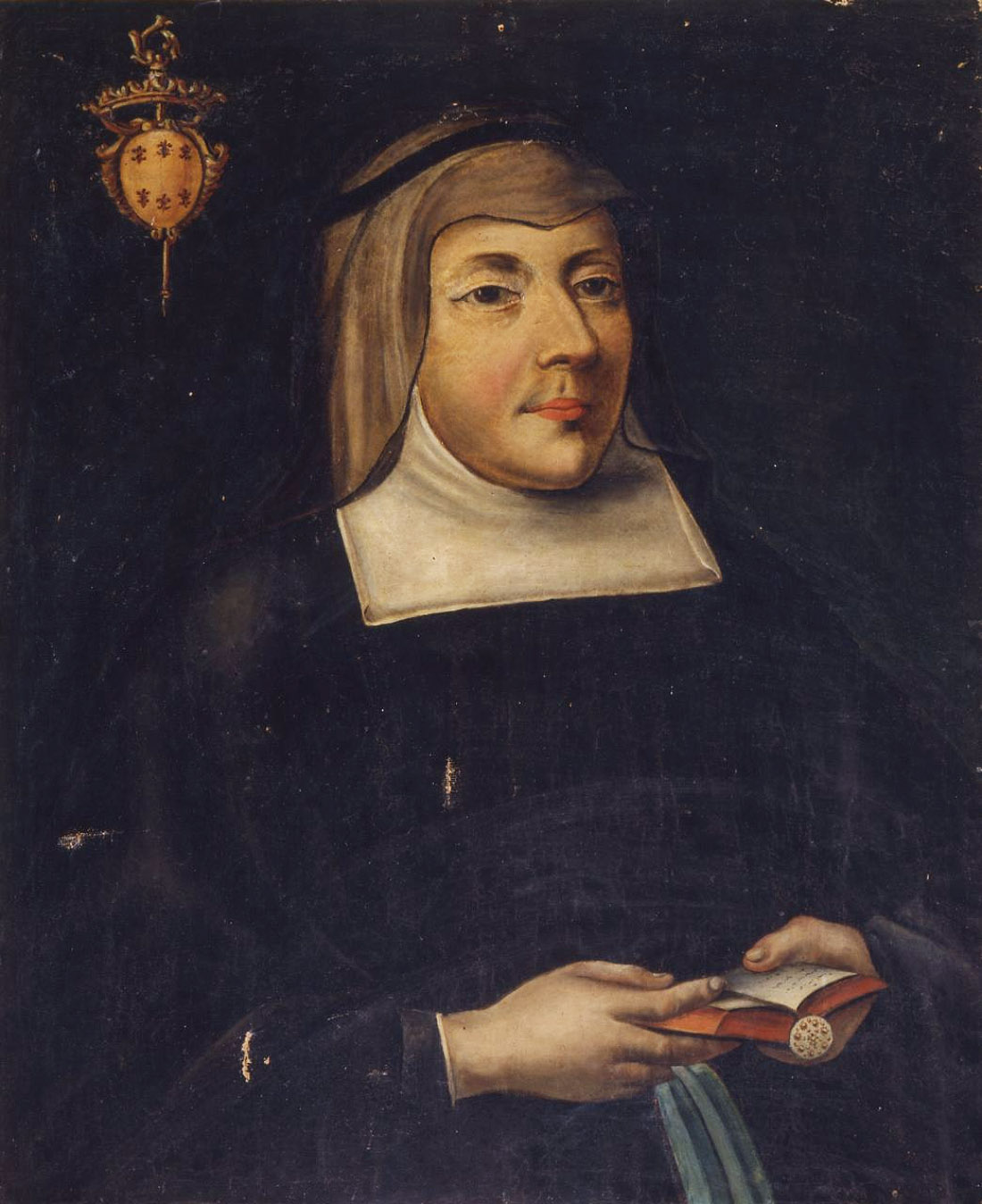
Markéta jako sestra Maura Lucenia.

30. října 1583 Markéta přijala od Karla Boromejského závoj jeptišky; s ním také přijala nové jméno - sestra Maura Lucenia. Z věna bývalé dědičné princezny si mantovský vévoda ponechal 100 000 dukátů jako kompenzaci za "chybu" snachy. Rod Gonzaga vrátil šperky a zaplatil 12 000 scudů za šatník, který daroval Markétě. Ještě před oficiálním zrušením manželství začal Vilém Mantovský jednat s Františkem I. Medicejským o sňatku svého syna Vincenza s velkovévodovou dcerou Eleonorou. Než rod Medicejských souhlasil se sňatkem, ponížil Markétina bývalého manžela: Vincenzo musel prokázat svou mužnost před svědky pohlavním stykem s panenskou služebnou. Potom, 29. dubna 1584, vstoupil do druhého manželství.
Poté, co se Markéta stala jeptiškou, neopustila svou vášeň pro hudbu. Tajně do své cely zvala mladého dvorního hudebníka Giulia Cimu, přezdívaného Giulino. V červnu 1585 se o těchto setkáních dozvěděl vévoda Ottavio Parmský a nařídil hudebníka zatknout a vyslýchat. Ukázalo se, že princezna se bavila posloucháním světské hudby sentimentálního charakteru, což bylo pro jeptišku nepřijatelné. Pravděpodobně mezi ní a hudebníkem existoval intimní vztah. Aby se vyhnul skandálu, zpřísnil parmský vévoda životní podmínky své vnučky v klášteře. Tyto poměry se nezmírnily ani po nástupu Markétina otce na vévodský trůn v roce 1586; měla povolenou pouze jednu návštěvu ročně. Její měsíční příspěvek ve výši 150 000 zlatých scudií byl vyplácen nepravidelně, aby jej nemohla použít k úplatkům za účelem navázání komunikace se svým údajným milencem, který byl v té době vězněn. Od února 1586 nedostávala ani měsíčních 30 dukátů, které jí odkázala její babička Markéta Rakouská.
V prosinci 1592 se stal novým parmským vévodou Markétin mladší bratr Ranuccio; ten sestru okamžitě přesunul do kláštera sv. Alexandra a ještě zpřísnil její podmínky v klášteře. V dubnu 1595 napsal Eduard Farnese, Markétin nejmladší bratr, Ranucciovi dopis, že má papež v úmyslu přestěhovat jejich sestru do kláštera v Římě, pokud k ní nezmění svůj postoj; teprve po tomto varování a poté, co vyšlo najevo, že Markéta napsala dopis papeži Klementovi VIII., ve kterém jej žádala o ochranu, parmský vévoda zmírnil životní podmínky své sestry. Následujícího roku se Markéta nepřímo účastnila dvorského života v Parmě. Promluvila na obranu dvou nemanželských dětí vévody Ranuccia I.: dcery, která v Markétině klášteře přijala závoj jeptišky a jméno sestra Maura Markéta, a syna Ottavia, kterého se pokusila zachránit z vězení, ve kterém byl uvězněn vlastním otcem kvůli účasti na spiknutí. Markétina další nemanželská neteř se také stala pod její ochranou jeptiškou v klášteře sv. Alexandra.
Markéta byla devětkrát zvolena abatyší kláštera sv. Alexandra, v němž 13. dubna 1643 ve věku 75 let zemřela. Nejprve byla pohřbena v areálu kláštera jako ostatní jeptišky, ale 14. prosince 1853 nařídil vévoda Karel III. Parmský přenést její ostatky do baziliky Santa Maria della Steccata.

## Vývod z předků
|                 |                                        |  |                       |                                  |  |  |  |  |  |  |  | Pavel III. |
|                 |                                        |  |                       |                                  |  |  |  |  |  |  |  |            |
|                 | Pier Luigi Farnese                     |  |                       |                                  |  |  |  |  |  |  |  |            |
|                 |                                        |  |                       |                                  |  |  |  |  |  |  |  |            |
|                 |                                        |  |                       | Silvia Ruffini                   |  |  |  |  |  |  |  |            |
|                 |                                        |  |                       |                                  |  |  |  |  |  |  |  |            |
|                 | Ottavio Farnese                        |  |                       |                                  |  |  |  |  |  |  |  |            |
|                 |                                        |  |                       |                                  |  |  |  |  |  |  |  |            |
|                 |                                        |  |                       | Lodovico Orsini                  |  |  |  |  |  |  |  |            |
|                 |                                        |  |                       |                                  |  |  |  |  |  |  |  |            |
|                 | Gerolama Orsini                        |  |                       |                                  |  |  |  |  |  |  |  |            |
|                 |                                        |  |                       |                                  |  |  |  |  |  |  |  |            |
|                 |                                        |  |                       | Giulia Conti                     |  |  |  |  |  |  |  |            |
|                 |                                        |  |                       |                                  |  |  |  |  |  |  |  |            |
|                 | Alessandro Farnese                     |  |                       |                                  |  |  |  |  |  |  |  |            |
|                 |                                        |  |                       |                                  |  |  |  |  |  |  |  |            |
|                 |                                        |  |                       | Filip I. Kastilský               |  |  |  |  |  |  |  |            |
|                 |                                        |  |                       |                                  |  |  |  |  |  |  |  |            |
|                 | Karel V.                               |  |                       |                                  |  |  |  |  |  |  |  |            |
|                 |                                        |  |                       |                                  |  |  |  |  |  |  |  |            |
|                 |                                        |  |                       | Jana I. Kastilská                |  |  |  |  |  |  |  |            |
|                 |                                        |  |                       |                                  |  |  |  |  |  |  |  |            |
|                 | Markéta Rakouská                       |  |                       |                                  |  |  |  |  |  |  |  |            |
|                 |                                        |  |                       |                                  |  |  |  |  |  |  |  |            |
|                 |                                        |  |                       | Gilles Johan van der Gheynst     |  |  |  |  |  |  |  |            |
|                 |                                        |  |                       |                                  |  |  |  |  |  |  |  |            |
|                 | Johanna Maria van der Gheynst          |  |                       |                                  |  |  |  |  |  |  |  |            |
|                 |                                        |  |                       |                                  |  |  |  |  |  |  |  |            |
|                 |                                        |  |                       | Johanna van der Caye van Cocambi |  |  |  |  |  |  |  |            |
|                 |                                        |  |                       |                                  |  |  |  |  |  |  |  |            |
| Markéta Farnese |                                        |  |                       |                                  |  |  |  |  |  |  |  |            |
|                 |                                        |  |                       |                                  |  |  |  |  |  |  |  |            |
|                 |                                        |  | Ferdinand Portugalský |                                  |  |  |  |  |  |  |  |            |
|                 |                                        |  |                       |                                  |  |  |  |  |  |  |  |            |
|                 | Manuel I. Portugalský                  |  |                       |                                  |  |  |  |  |  |  |  |            |
|                 |                                        |  |                       |                                  |  |  |  |  |  |  |  |            |
|                 |                                        |  |                       | Beatrix Portugalská              |  |  |  |  |  |  |  |            |
|                 |                                        |  |                       |                                  |  |  |  |  |  |  |  |            |
|                 | Eduard Portugalský, vévoda z Guimarães |  |                       |                                  |  |  |  |  |  |  |  |            |
|                 |                                        |  |                       |                                  |  |  |  |  |  |  |  |            |
|                 |                                        |  |                       | Ferdinand II. Aragonský          |  |  |  |  |  |  |  |            |
|                 |                                        |  |                       |                                  |  |  |  |  |  |  |  |            |
|                 | Marie Aragonská                        |  |                       |                                  |  |  |  |  |  |  |  |            |
|                 |                                        |  |                       |                                  |  |  |  |  |  |  |  |            |
|                 |                                        |  |                       | Isabela Kastilská                |  |  |  |  |  |  |  |            |
|                 |                                        |  |                       |                                  |  |  |  |  |  |  |  |            |
|                 | Marie z Guimarães                      |  |                       |                                  |  |  |  |  |  |  |  |            |
|                 |                                        |  |                       |                                  |  |  |  |  |  |  |  |            |
|                 |                                        |  |                       | Ferdinand II. z Braganzy         |  |  |  |  |  |  |  |            |
|                 |                                        |  |                       |                                  |  |  |  |  |  |  |  |            |
|                 | Jakub z Braganzy                       |  |                       |                                  |  |  |  |  |  |  |  |            |
|                 |                                        |  |                       |                                  |  |  |  |  |  |  |  |            |
|                 |                                        |  |                       | Isabela z Viseu                  |  |  |  |  |  |  |  |            |
|                 |                                        |  |                       |                                  |  |  |  |  |  |  |  |            |
|                 | Isabel z Braganzy                      |  |                       |                                  |  |  |  |  |  |  |  |            |
|                 |                                        |  |                       |                                  |  |  |  |  |  |  |  |            |
|                 |                                        |  |                       | Juan Alonso Pérez de Guzmán      |  |  |  |  |  |  |  |            |
|                 |                                        |  |                       |                                  |  |  |  |  |  |  |  |            |
|                 | Leonor Pérez de Guzmán                 |  |                       |                                  |  |  |  |  |  |  |  |            |
|                 |                                        |  |                       |                                  |  |  |  |  |  |  |  |            |
|                 |                                        |  |                       | Isabel de Velasco y Mendoza      |  |  |  |  |  |  |  |            |
|                 |                                        |  |                       |                                  |  |  |  |  |  |  |  |            |